# Bederwitz
Bederwitz (obersorbisch Bjedrusk) ist ein Ortsteil der Stadt Schirgiswalde-Kirschau in Sachsen.

## Geographie
Bederwitz befindet sich südöstlich von Bautzen im Lausitzer Bergland. Der Bauernweiler liegt am unteren Ausgang des Cunewalder Tales, kurz vor der Einmündung des Cunewalder Wassers in die Spree, an der ehemaligen Bahnstrecke Großpostwitz–Löbau. Der nördlich gelegene Hügel Susanka wurde durch eine Sandgrube abgetragen. Südwestlich des Dorfes mündet das Butterwasser in die Spree.

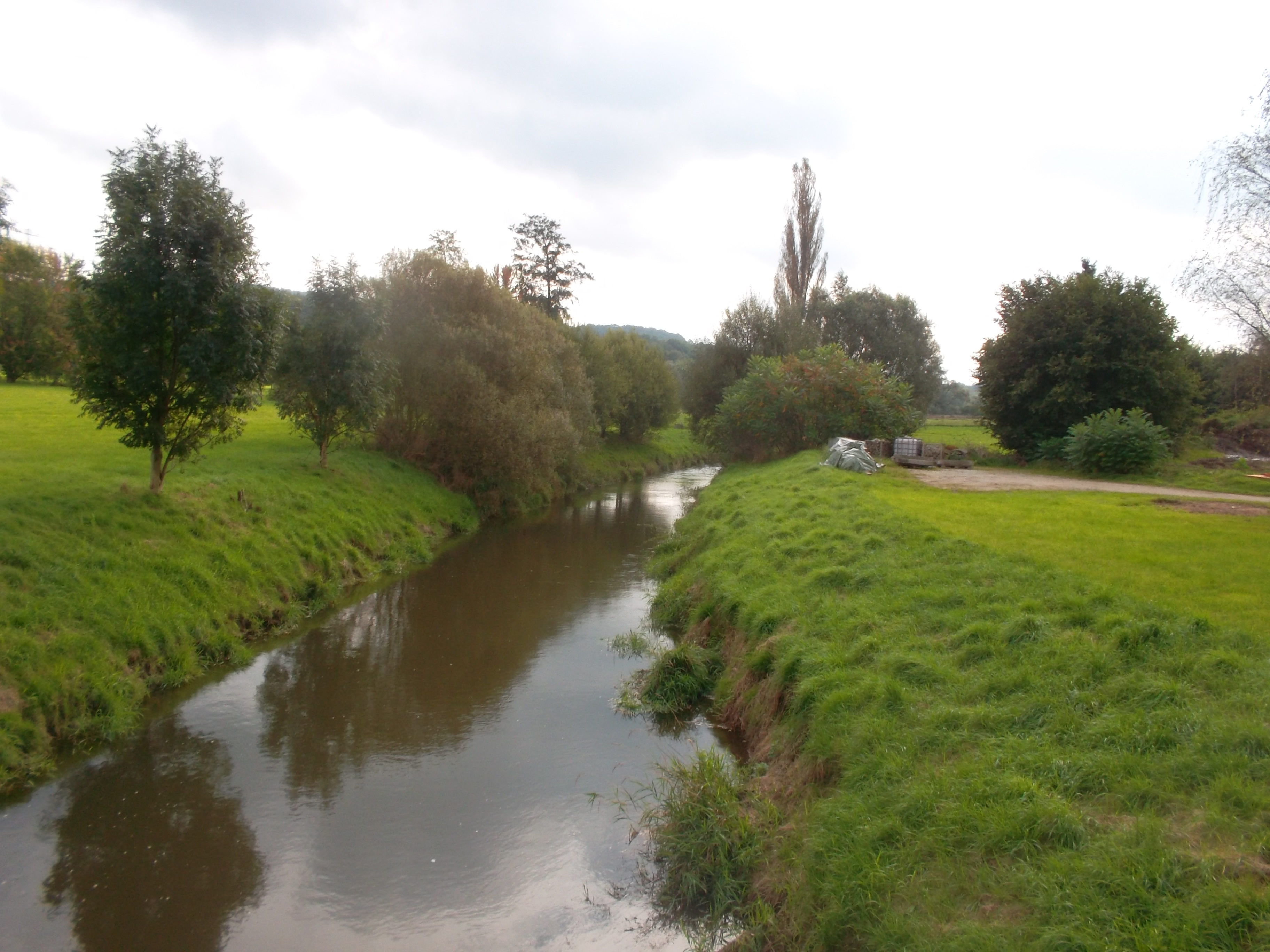
Die Spree durch Bederwitz

## Geschichte
Die erste Erwähnung von „Bederwicz“ bzw. „Bedirwicz“ erfolgte um 1370. Der Ortsname leitet sich wahrscheinlich vom sorbischen Personennamen „Bjedruch“ her. Das Dorf war immer mit dem Rittergut Rodewitz verbunden und gehörte zumeist den Besitzern der Herrschaft Crostau. Ursprünglich war Bederwitz Teil des Kirchspiels Postwitz. Da die Predigten in Postwitz in sorbischer Sprache abgehalten wurden, betreute ab 1683 der Crostauer Pfarrer die deutschen Bewohner von Bederwitz. Diese Zweiteilung bestand bis 1930, seitdem ist ganz Bederwitz wieder dem Kirchspiel Großpostwitz zugeordnet. Für die Leinweberei entstanden vor 1876 eine Bleiche und Walke, ansonsten blieb der Ort landwirtschaftlich geprägt. 
Zwischen 1889 und 1890 wurde nördlich des Dorfes die Eisenbahnstrecke Großpostwitz–Obercunewalde angelegt. 1896 erfolgte der Umbau der Mahl- und Brettmühle zu einer Steinsäge und Steinschleiferei, aus der später eine Steinmetzwerkstatt für Grabsteine hervorging. 1936 wurde Bederwitz nach Rodewitz eingemeindet. Zum 1. Januar 1999 wurde es mit diesem zusammen nach Kirschau eingemeindet. Seit dem 1. Januar 2011 gehört Bederwitz zur Stadt Schirgiswalde-Kirschau.
1993 wurde das Flächennaturdenkmal „Feucht- und Trockenbiotop Bederwitz“ eingerichtet. In Bederwitz sind mehrere Umgebindehäuser erhalten, darunter das alte Mühlenhaus. Südlich des Ortes liegt die Huttche, ein bewaldeter Prallhang der Spree.

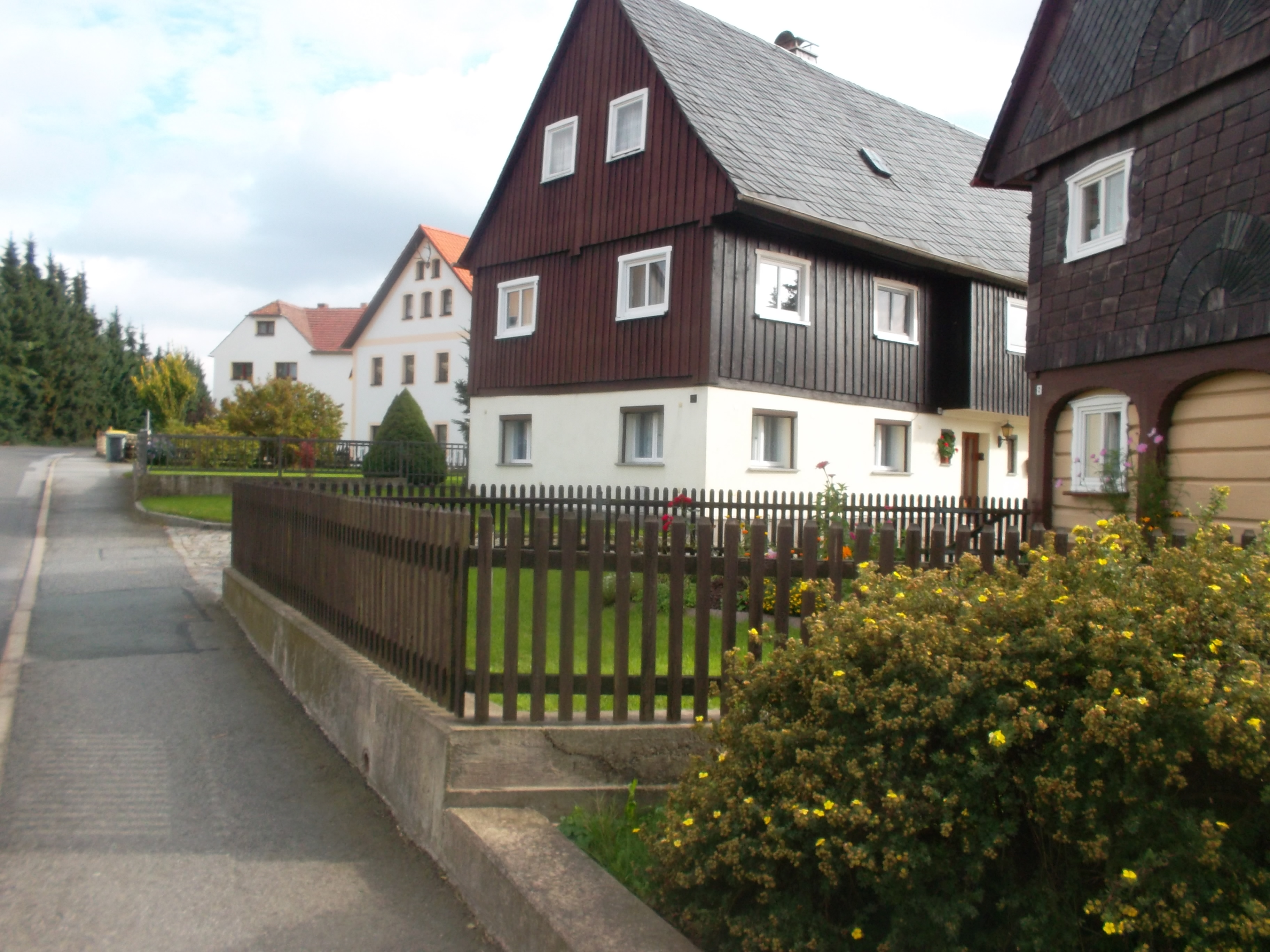
Umgebindehäuser an der Dorfstraße in Bederwitz

Bederwitz ist Sitz des Abwasserzweckverbandes „Obere Spree“, der an der Straße nach Halbendorf im Gebirge sein Klärwerk betreibt.

## Bevölkerung und Sprache
Für seine Statistik über die sorbische Bevölkerung in der Oberlausitz ermittelte Arnošt Muka in den achtziger Jahren des 19. Jahrhunderts eine Bevölkerungszahl von 129 Einwohnern; darunter waren 75 Sorben (58 %) und 54 Deutsche. Bederwitz lag damals am äußersten südlichen Rand des sorbischen Mehrheitsgebietes. Hier wurde der mittlerweile ausgestorbene Rodewitzer Dialekt des Obersorbischen gesprochen. Der Sprachwechsel zum Deutschen vollzog sich im Ort im Wesentlichen in der ersten Hälfte des 20. Jahrhunderts. Im Jahr 1956 sprachen nur noch zehn bis zwanzig Prozent der Einwohner Sorbisch. Seither ist die Sprache aus dem Alltag weitgehend verschwunden.